# Abbaye Sainte-Anne de Kergonan
Pour les articles homonymes, voir Abbaye Sainte-Anne.
Ne doit pas être confondu avec Abbaye Saint-Michel de Kergonan.
L’abbaye Sainte-Anne de Kergonan est une abbaye de moines bénédictins qui fait partie de la congrégation de Solesmes. Elle se trouve à Plouharnel, entre l’entrée de la presqu’île de Quiberon et les alignements de Carnac, dans le Morbihan (France). Abbaye vivante fondée à la fin du XIXe siècle, elle compte en 2023 17 moines.
Joyau de l’art néoroman, l’abbaye Sainte-Anne de Kergonan est construite en granit gris propre au pays breton. L'église des moines a été édifiée en 1968 à l'initiative du père Blazy et comporte un ensemble de vitraux non figuratifs de Maurice Rocher.

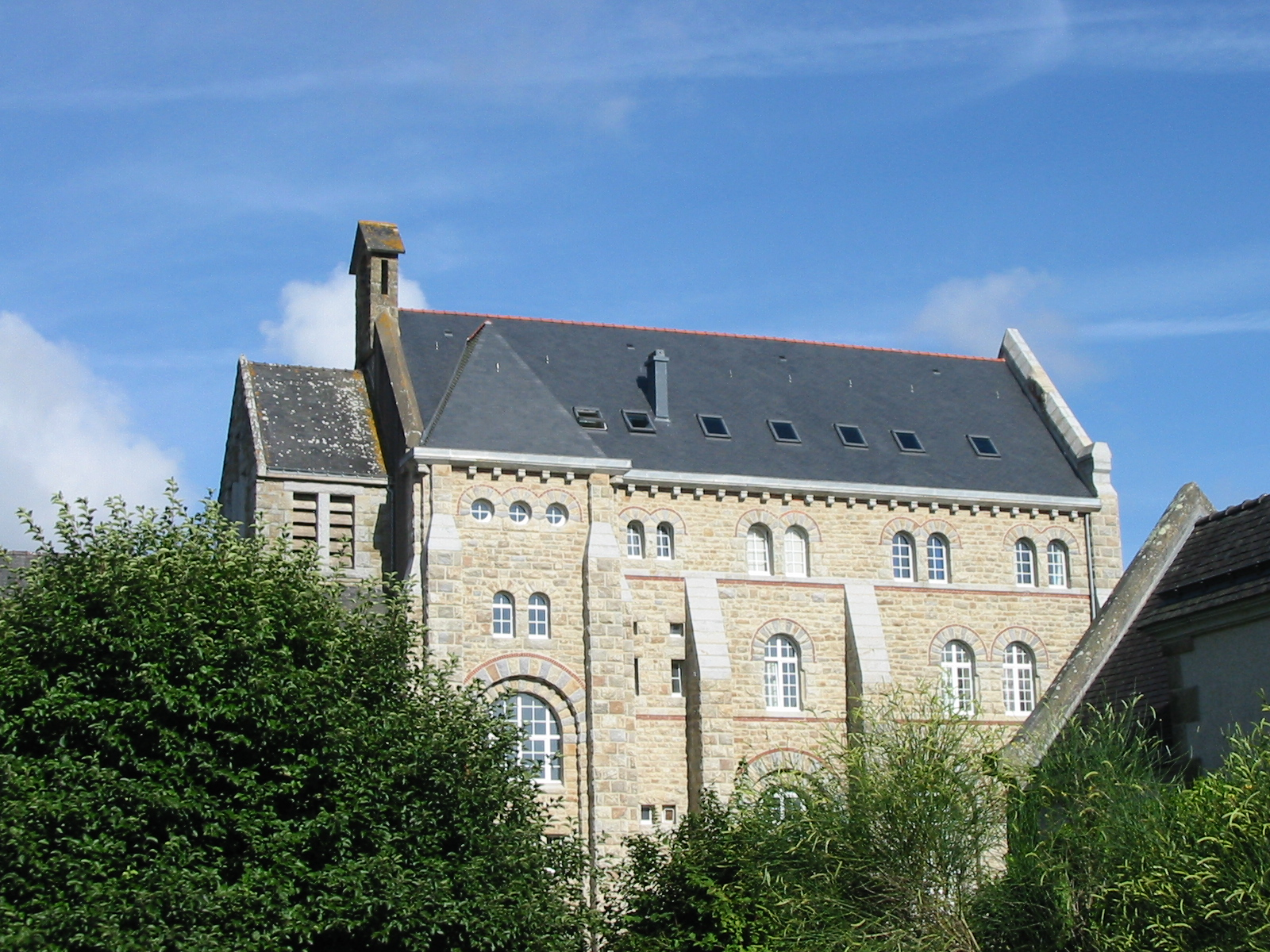

## Histoire de l'Abbaye
L'abbaye Sainte-Anne de Kergonan est fondée par Dom Paul Delatte, abbé de Saint-Pierre de Solesmes.
En 1904 les bénédictins et bénédictines des deux abbayes Saint-Michel et Sainte-Anne de Kergonan durent quitter leurs couvents en application de la loi du 1er juillet 1901 concernant les congrégations religieuses. En 1910 le château de Kergonan, siège de l'abbaye Sainte-Anne de Kergonan, fut mis en vente : la propriété « comprend [un] vaste bâtiment tout récemment construit en granit bleu, ayant servi de monastère, à deux étages, eau à chaque étage, chauffage à vapeur, cour, grand parc d'agrément et potager ; maison de garde ».
L'avocat Hyacinthe Glotin (1868-1930) achète par deux fois Kergonan, en 1895, puis en 1910, à la suite de la loi de séparation des Églises et de l'État en 1905, pour que les moines bénédictins puissent s'y installer.
L'abbaye a accueilli Guy Desnoyers (1920-2010), prêtre catholique d'Uruffe qui défraya la chronique dans les années 1950, à la suite de l'assassinat de sa maîtresse et de l'enfant qu'elle portait. Il arrive à l'abbaye à sa sortie de prison en 1978 et y séjourne jusqu'à sa mort le 21 avril 2010 à l'âge de 90 ans.

### Personnalité
- Swami Abhishiktananda (Dom Henri Le Saux) (1910-1973), mystique chrétien et ermite dans l'Himalaya était moine bénédictin de Kergonan.

## Vie monastique
L’abbaye Sainte-Anne de Kergonan est composée en 2011 de 26 moines âgés de 24 à 84 ans, originaires de différentes régions de France. Treize d’entre eux sont prêtres (le dernier ayant été ordonné le 8 décembre 2011). Il y a un diacre permanent.
Le père Éric de Reviers, prieur claustral, a gouverné l'abbaye de la démission du père abbé, Dom Philippe Piron, le 17 mars 2018, jusqu'à la nomination et l'installation d'un prieur administrateur, le père Laurent de Trogoff, le 26 août 2018.
En effet, le père abbé Dom Philippe Piron, cinquième abbé de Kergonan, a présenté sa démission au père abbé de Solesmes qui l'a acceptée le 17 mars 2017. Né à Nantes en 1953, il est entré à Kergonan en 1984 où il a fait profession solennelle le 15 août 1989. Il reçoit la bénédiction abbatiale des mains de Mgr Robert Le Gall le 2 février 2002.
Sa devise abbatiale était : Dilatato corde (d'un cœur dilaté), issue du prologue de la règle de saint Benoît.
De 2004 à 2007, il a été président de la conférence monastique de France. Il a été membre du groupe de Chevetogne ; et de 2007 à 2018 du Conseil de l'abbé de Solesmes.

### La journée religieuse d’un moine
Le quotidien du moine se répartit entre trois grandes activités :
- Écouter Dieu qui s'adresse aux hommes dans sa Parole vivante[réf. souhaitée] et lui répondre dans le dialogue intime de la prière.
- Cultiver la terre par un travail qui essaie d'honorer toutes les dimensions de l'Homme.[Comment ?]
- Louer le Créateur de toutes choses pour sa miséricorde infinie[réf. souhaitée] en revenant régulièrement dans l'église du monastère afin de célébrer ensemble son Amour.

« Cloîtrés mais ouverts au monde, les moines de Sainte-Anne de Kergonan témoignent auprès des vacanciers de la joie d'une vie offerte à Dieu ».
À Sainte-Anne de Kergonan, la journée des moines est rythmée ainsi :
- Les vigiles, premier office qui rassemble la communauté à l'église pour une prière de psaumes et de lectures.
- Les laudes, le grand office de louanges du matin. Après le petit déjeuner, les soins de toilette et le ménage, les moines continuent en cellule leur lectio divina (= lecture divine).
- La messe chantée, introduite par les psaumes de tierce.
- L'office de sexte précède le repas de 13 h au réfectoire. En déjeunant en silence, les moines écoutent une lecture, puis se rendent directement à l'office de none, suivi de la récréation. L’après-midi est consacrée aux travaux manuels pour l'entretien extérieur, artisanat…
- Les vêpres : grand office du soir pour dire Merci et Pardon à Dieu pour la journée passée.
- Ensuite, plusieurs fois par semaine, la communauté se réunit pour entendre un enseignement spirituel du Père Abbé.
- Après le dîner (19 h 30), l'office des complies est la prière qui rassemble les moines avant la nuit.

Les offices et la messe sont chantés en grégorien, selon la tradition de la congrégation de Solesmes.
Horaires des offices, ouverts au public chaque jour :
- En semaine - vigiles : 5 h 25, laudes : 7 h 30, messe : 10 h, sexte : 12 h 45, none : 13 h 45, vêpres : 18 h, complies : 20 h 35.
- Les dimanches et fêtes - vigiles : 5 h 10, laudes : 7 h 30, messe : 10 h, sexte : 12 h 45, none : 13 h 45, vêpres : 16 h 30, complies : 20 h 35.

## Blason de l’abbaye
| Blason | Blasonnement : Écartelé, en 1 et 4 d'or à trois roses de gueules, en 2 et 3 d'hermine plain, qui est de Bretagne. |

## Activités

### Artisanat monastique
La règle de saint Benoît, suivie dans cette abbaye, indique : « On pourra vendre les ouvrages des artisans du monastère. »
L'artisanat occupe une place importante dans le quotidien de la vie bénédictine. La boutique du monastère propose des produits artisanaux (pommes, compotes, céramiques et faïences, CD de chant grégorien) réalisées par les moines de Sainte-Anne, mais aussi des produits d’autres monastères et d’artisanat local (icônes, statues des Sœurs de Bethléem, médailles, santons bretons, encens, CD de musique religieuse - Emmanuel, Béatitudes, etc.-… Au-delà du spirituel, les moines sélectionnent aussi des CD de musique classique (Harmonia Mundi, Jade, etc.), de musique bretonne (Coop Breizh) ou d'enseignements, des DVD de documentaires ou de films et des produits de phytothérapie soigneusement choisis. 
Un rayon important est dédié aux livres. il offre de nombreux livres de qualité qui permettent d'approfondir la foi chrétienne pour la vivre mieux chaque jour et mieux connaître la pensée de l'Église. Les domaines suivants sont particulièrement présents : Bible et liturgie, chant grégorien, philosophie et théologie, histoire et spiritualité, pères de l'Église et monachisme, la vie des saints, pastorale et sacrements, catéchèse et pédagogie de la foi, bioéthique et doctrine sociale de l'Église. Une partie significative des titres choisis est destinée aux familles, aux enfants et aux jeunes. Quelques revues religieuses et un large choix de cartes postales, de cartes-prières dessinées par les moines, d'images et de signets sont aussi créés.

### Autres activités des moines
Toute l’année : conférences bibliques, cours de syriaques oriental et occidental, retraites…
En été : les mercredis de Kergonan (récollections d'un jour), conférences (sur le chant, l’art floral…), concerts de chant grégorien.
L’hôtellerie Saint-Martin, récemment rénovée, permet d’accueillir les personnes qui souhaitent séjourner au monastère quelques jours pour une retraite, un weekend spirituel dans le Morbihan ou une halte spirituelle en Bretagne. 15 chambres sont disponibles.

## Liste des abbés et supérieurs de Sainte-Anne de Kergonan
Le monastère breton a connu cinq pères abbés (naissance-décès) :
- Dom Joseph Marsille (1852-1933)[10].
  - Élu prieur conventuel le 2 mai 1908, puis abbé le 26 juillet 1914, qu'il reste jusqu'à sa mort le 20 novembre 1933
- Dom Henri Demazure (1882-1974)
  - Abbé de 1933 (bénédiction abbatiale le 15 janvier 1934) jusqu'à sa démission en 1962
- Dom Marcel Blazy (1902-1994)
  - Abbé de 1963 (bénédiction abbatiale le  22 août 1963) jusqu'à sa démission en mai 1983
- Mgr Robert Le Gall (1946-)
  - Abbé de 1983 jusqu'à sa nomination comme évêque en 2001
- Dom Philippe Piron (1953-), Prieur claustral
  - Abbé du 24 novembre 2001 (bénédiction abbatiale le  2 février 2002) jusqu'à sa démission le 17 mars 2018
- Dom Laurent de Trogoff (1967-), 
  - Prieur administrateur de 2018 à 2023[11]
- Dom Jean-Vincent Giraud
  - Élu abbé le 22 août 2023[1],[12],[13]

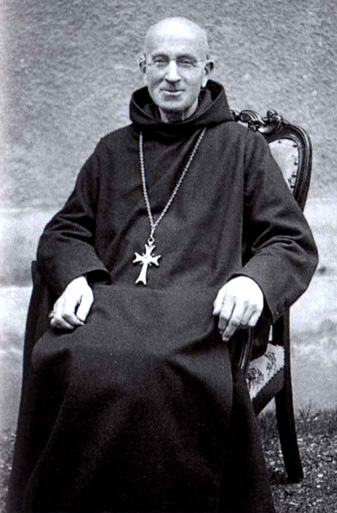
Dom Joseph Marsille.
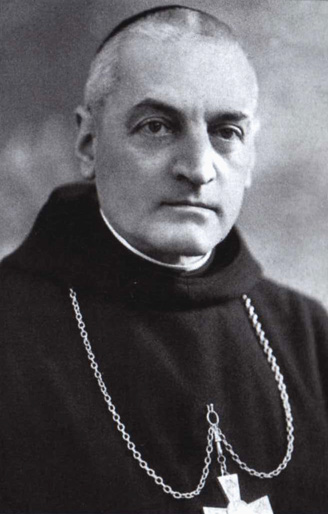
Dom Henri Demazure.
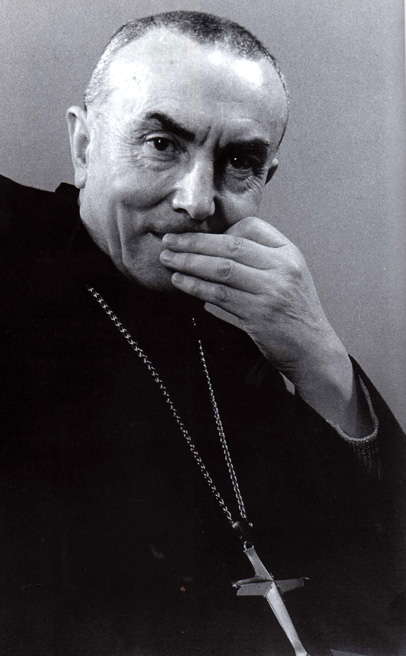
Dom Marcel Blazy.
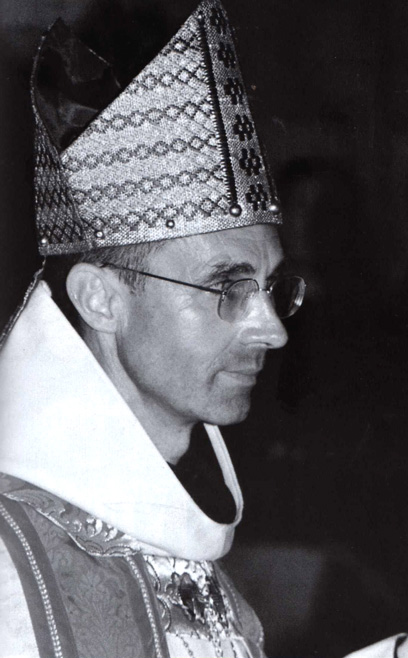
Dom Robert Le Gall, archevêque émérite de Toulouse.
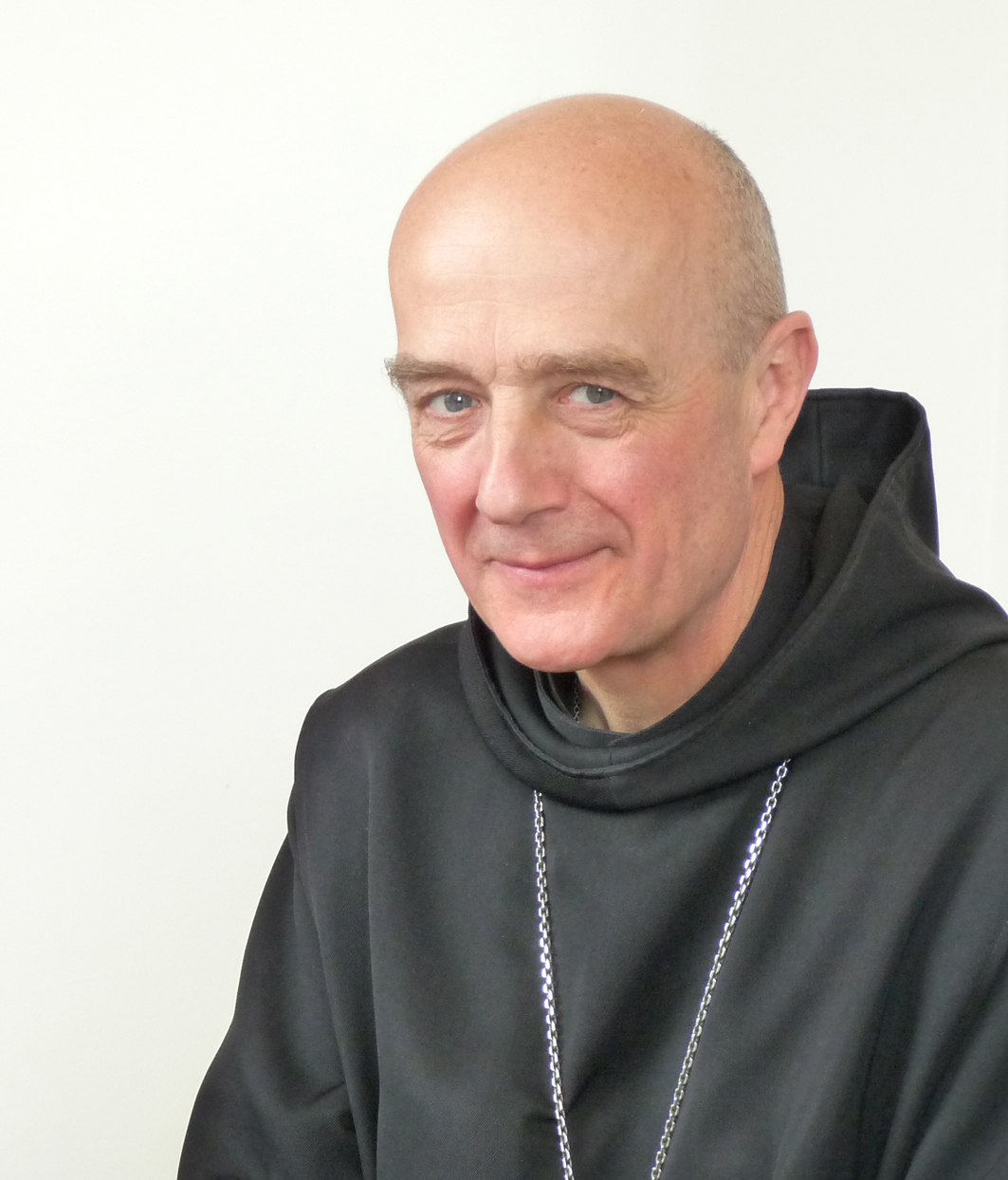
Dom Philippe Piron, 5e, abbé de 2002 au 17 mars 2018.

## Discographie
Disques de la schola des moines de l'abbaye de Kergonan :
- Louanges mariales, dialogue entre le chant grégorien et des pièces d'orgue du XXe siècle par la Schola des moines de l'abbaye et l'organiste Florence Rousseau. (Studio SM D3123 - 2012) 20 titres - Durée 38 min.
- Le Verbe s’est fait chair, L'histoire de la Parole par le chant grégorien (Studio SM D3101 - 2011) 26 titres - Durée : 74 min
- Initiation au chant grégorien, Eternel Grégorien (Studio SM D2996 - 2004) 31 titres - Durée : 45 min 45 s
- Chant des orgues, chant des moines, avec Jacques Kauffmann (Studio SM D2993 - 2004) 16 titres - Durée : 63 min 24 s
- Sainte-Anne, Messe et Office Grégoriens à l'Abbaye de Kergonan (Studio SM D2962 - 2003) 33 titres - Durée : 89 min 31 s